# مطار الشارقة الدولي
مطار الشارقة الدولي (إياتا: SHJ، إيكاو: OMSJ) هو المطار الرئيسي الدولي لإمارة الشارقة، وهو ثالث أكبر مطار داخل الإمارات العربية المتحدة، بعد مطاري دبي وأبوظبي، ويعتبر المركز الرئيسي لعمليات شركة العربية للطيران، يبعد عن مدينة الشارقة حوالي 10 كلم، ويبعد عن إمارة دبي حوالي 15 كلم، يعود تاريخ إنشاء مطار الشارقة إلى عام 1932 عندما قامت شركة الخطوط الجوية الإمبراطورية، والتي تعرف حاليا بالخطوط الجوية البريطانية ببناء مدرج لهبوط وإقلاع الطائرات في الشارقة واستخدمته كمحطة توقف في طريقها إلى الهند وأستراليا في ذلك الوقت، وحصل المطار على لقب أفضل مطار للعام 2005 وذلك بحسب المعهد الدولي لإدارة النقل في لندن. يمكن الوصول للمطار بطريقة سهلة بفضل سيارات الأجرة والحافلات التي تربط بين المطار والمدينة. قطاع الشحن بلغ حجم مناولة الشحن خلال العام 2021 أكثر من 140.7 ألف طن بينما بلغ حجم الشحن البحري-الجوي 18.69 ألف طن متجاوزا مستويات 2019 بنسبة 22.27 بالمائة .

## تاريخ
- 1932: بناء أول مدرج بالمطار لتوقف الطائرات المتجهة من المملكة المتحدة إلى الهند
- 1977: إفتتاح مطار الشارقة بهندسة معمارية مدهشة
- 1979: تأسيس مركز الشحن الجوي
- 1999: توسعة مركز الشحن الجوي
- 2003: العربية للطيران تتخذ من مطار الشارقة مركزاً لعملياتها
- 2008:  توسعة مبنى المسافرين
- 2014: إفتتاح مدرج جديد بطول 4,060 متر
- 2015: احتفال المطار بوصوله لـ 10 ملايين مسافر
- 2023:عدد المسافرين الذين استقبلهم مطار الشارقة على مدار العام 15,356,212 مسافرًا[2]
- 2024 :بلغ عدد المسافرين الذين استقبلهم مطار الشارقة على مدار العام 17,101,725 مسافرًا [2]

## مباني المطار
أسهمت شركة العربية للطيران والتي تتخذ من مطار الشارقة مقراً لها، وذلك بعد انطلاقها في سنة 2003 إلى زيادة عدد المسافرين المستخدمين للمطار، وقد انتهت أعمال المشروع الجديد لتوسعة مباني مطار الشارقة من أجل المحافظة على تقديم أفضل الخدمات والتسهيلات بأعلى المواصفات العالمية لكافة المسافرين.

### مبنى الركاب
يقدر عدد المسافرين سنوياً من وإلى المطار بحوالي 205 الف مسافر، ويضم المبنى 40 كاونتر للسفر والوصول، و40 كاونتر آخرين للمسافرين من كبار الشخصيات، ويبلغ عدد بوابات مراقبة الجوازات 16 بوابة لكل من القادمين والمغادرين مع وجود بوابة إلكترونية، ويضم المبنى ثلاث جسور للطائرات، وصالات الانتظار المكيفة والأسواق الحرة المجهزة والبنوك وشركات تأجير السيارات وحجز الفنادق والمطاعم، وقد أستحدث المطار قسم خاص للخدمات اللوجستية في مبنى الركاب وينقسم إلى قسمين، الأول يختص بمراكز للشركات العالمية والتي سيكون المجال متاحاً أمامها للاستفادة من هذا المركز ذاتياً أو عن طريق المشاركة مع فعاليات القطاع الخاص لإدارة عمليات التخزين في حين سيخصص القسم الثاني للرحلات غير المنتظمة (الشارتر). عدد المسافرين عبر مطار الشارقة الدولي خلال العام 2021 تجاوز أكثر من 7 ملايين مسافر من خلال أكثر من 57 ألف رحلة في حين سجل المطار خلال ديسمبر الماضي ما يقارب 1.2 مليون مسافر

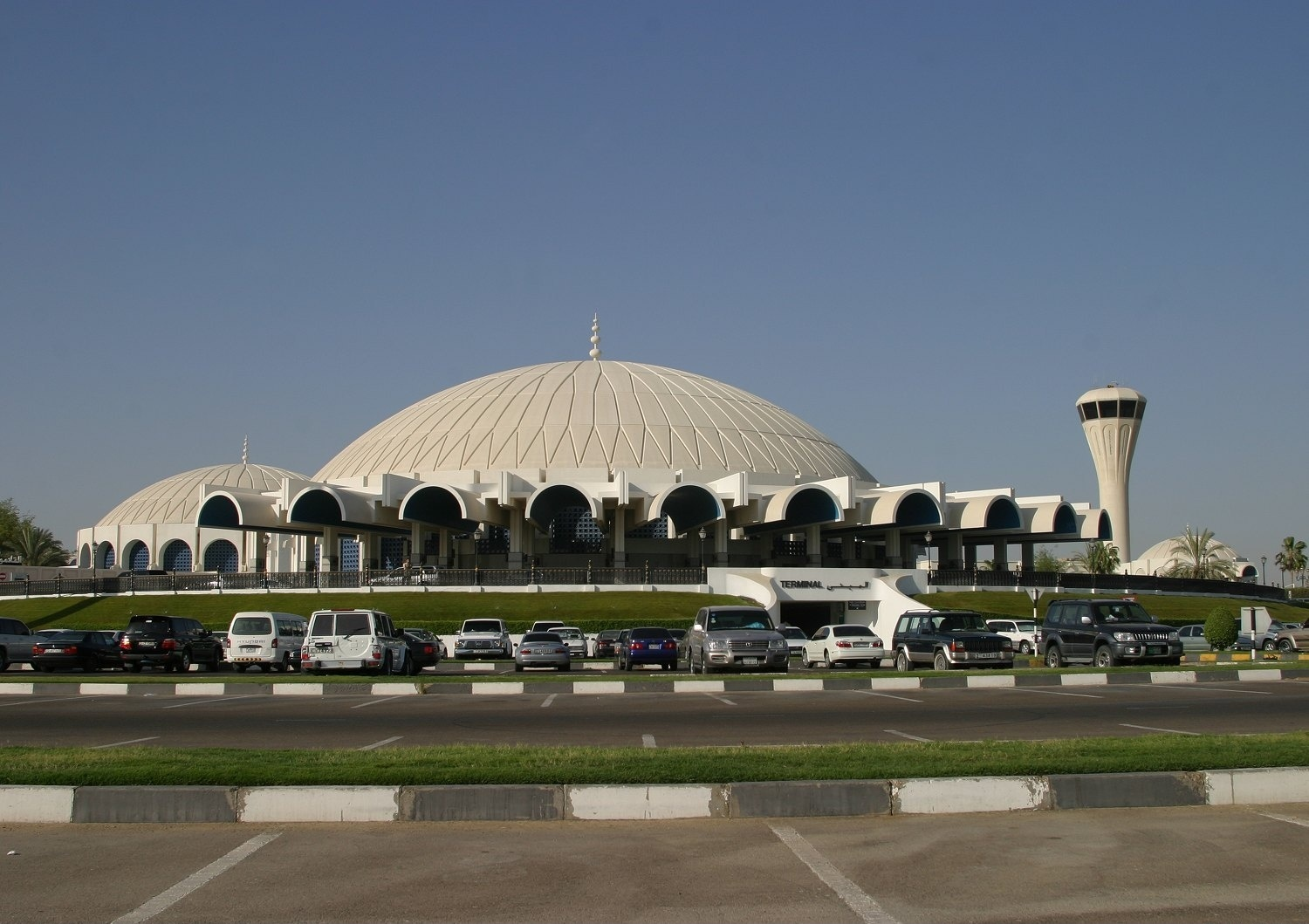
مطار الشارقة الدولي

### مبنى الشحن الجوي
تم افتتاح قرية البضائع أو مبنى الشحن الجوي عام 2000، حيث بلغت مساحته 14 ألف م2، ويضم أقساماً لحفظ البضائع الواردة سريعة التلف مثل الأدوية والزهور، وأماكن خاصة لحفظ السلع الثمينة مثل الذهب والمجوهرات وأخرى لحفظ المواد الخطرة، حيث يتمتع المركز بأعلى مواصفات الأمن والسلامة، كما تم تزويده برافعتين وآنيات تفريغ حمولة وأربعة موازين سعة 3 أطنان إلى 20 طن لإمكانية وزن جميع البضائع المشحونة، ويضم المركز قسماً خاصاً للحيوانات الحية، ويعتبر مطار الشارقة الوحيد الذي يوفر حظائر لاستقبال الحيوانات من أبقار وأغنام. ونجاح المطارات في مناولة عملية الشحن يعتمد على تصميم مبنى المطار، فكلما كانت هناك أماكن مخصصة للشحن بعيدة عن الركاب ساعد ذلك في تطوير عمليات الشحن، ومطار الشارقة يتمتع بهذه الميزة، فهناك أماكن ومواقف مخصصة لطائرات الشحن وقابلة للنمو لثلاثة أضعاف الوضع الحالي، ويعمل المطار على تعزيز موقعه لمواكبة التكنولوجيا الحديثة وجذب شركات طيران إضافية لزيادة أهميته كمركز شحن يربط بين الشرق والغرب. قطاع الشحن بلغ حجم مناولة الشحن خلال العام 2021 أكثر من 140.7 ألف طن بينما بلغ حجم الشحن البحري-الجوي 18.69 ألف طن متجاوزا مستويات 2019 بنسبة 22.27 بالمائة .

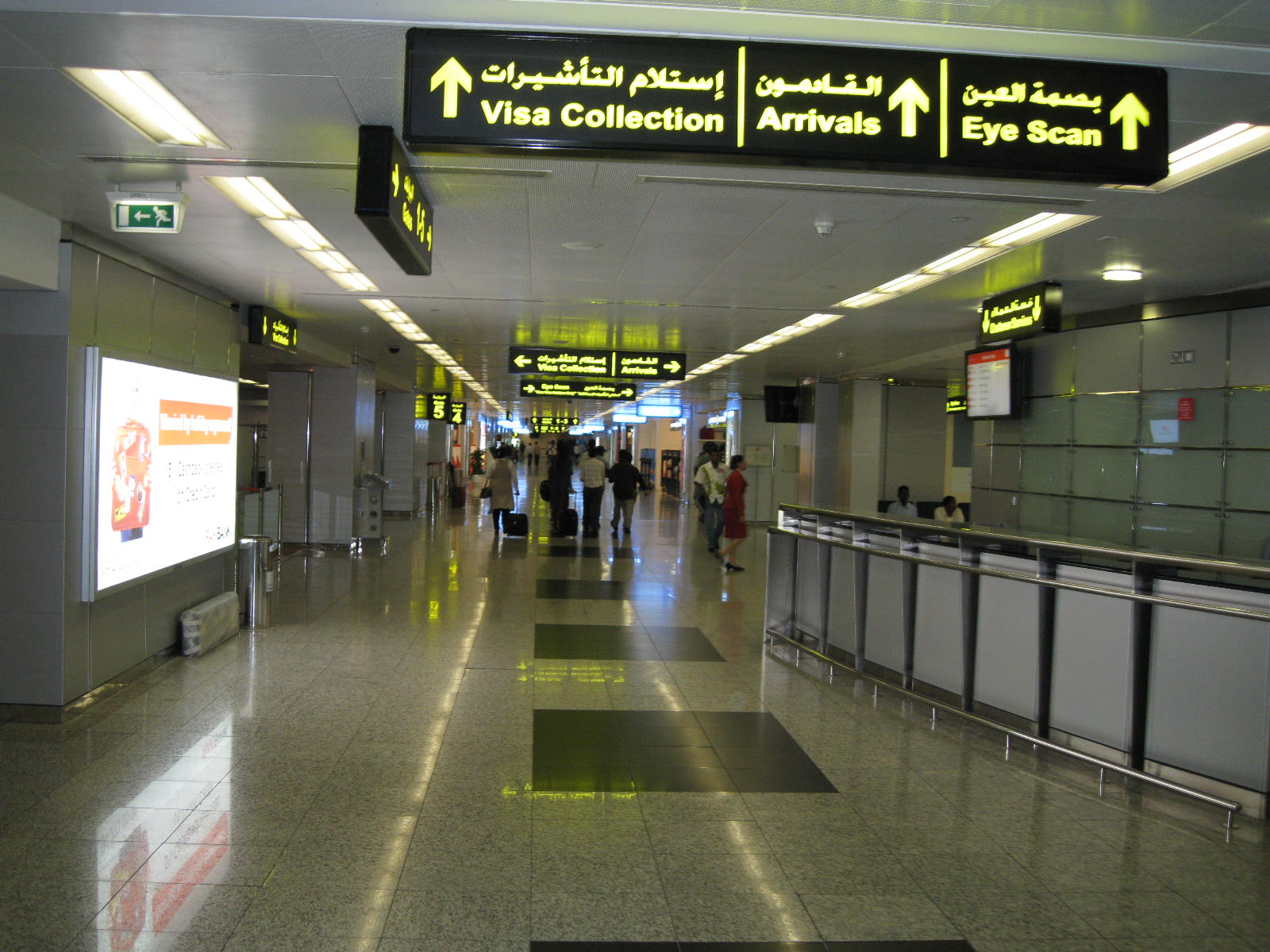
مطار الشارقة الدولي

## مشروع توسعة مبنى المسافرين
أطلق “مشروع توسعة مبنى المسافرين ” في مطار الشارقة الدولي عام 2024 ويهدف إلى زيادة المساحة إلى 190 ألف متر مربع،ورفع الطاقة الاستيعابية إلى 20 مليون مسافر في السنة و تبلغ تكلفة المشروع 1.235 مليار درهم، ويتكون من توسعة مبنى المسافرين لفصل حركة القادمين عن المغادرين، وتطوير المبنى الرئيس، و التحديث على الأنظمة والمرافق، وزيادة عدد الجسور لضمان انسيابية الحركة، وبناء مبنى لخدمة كبار الشخصيات، و زيادة عدد أجهزة إنهاء إجراءات السفر الذاتية، وزيادة عدد مناضد التسجيل، وأحزمة تسلّم الأمتعة، إضافة إلى زيادة عدد بوابات الصعود الإلكترونية، وصالات الانتظار، وردهة المطاعم، وإضافة فندق للمسافرين على الرحلات المحولةوالعديد من التحديثات والتطويرات على مباني مطار الشارقة الدولي.

## شركات الطيران والوجهات

### الركاب
تقوم شركات الطيران التالية بتسيير رحلات منتظمة مجدولة ومستأجرة من وإلى الشارقة:
| شركـات طيـران                     | الوجهات |
| --------------------------------- | --- |
| إيروفلوت                          | موسمي: مطار شيريميتييفو الدولي |
| العربية للطيران                   | مطار أبها الدولي، مطار سردار فالابهبهاي باتل الدولي، مطار برج العرب الدولي، مطار الجوف، مطار ألماتي الدولي، مطار الملكة علياء الدولي، مطار أثينا الدولي، مطار بغداد الدولي، مطار البحرين الدولي، مطار حيدر علييف الدولي، مطار كيمبيغودا الدولي، مطار سوفارنابومي الدولي، مطار بيروت رفيق الحريري الدولي، مطار أوريو أل سيريو، مطار مناس الدولي، مطار القاهرة الدولي، مطار تشيناي الدولي، مطار شاه أمانات الدولي، مطار كويمباتور الدولي، مطار باندارنيك الدولي، مطار الملك فهد الدولي، مطار أنديرا غاندي الدولي، مطار شاه جلال الدولي، مطار حمد الدولي، مطار عنتيبي الدولي، مطار أربيل الدولي، مطار فيصل آباد الدولي، مطار الأمير نايف بن عبد العزيز الدولي، مطار سفنكس الدولي، مطار غوا الدولي (تنتهي في 26 أكتوبر 2024)، مطار مانوهار الدولي (تبدأ في 27 أكتوبر 2024)، مطار حائل الدولي، مطار راجيف غاندي الدولي، مطار إسطنبول الدولي، مطار صبيحة كوكجن الدولي، مطار جايبور الدولي، مطار الملك عبد العزيز الدولي، مطار الملك عبد الله الإقليمي، مطار كابل الدولي، مطار جناح الدولي، مطار تريبوفان الدولي، Kazan، مطار كوتشين، مطار كاليكوت الدولي، مطار كوالالمبور الدولي، مطار الكويت الدولي، مطار لارستان الدولي، مطار فيلانا الدولي (تبدأ في 27 أكتوبر 2024)، مطار مشهد الدولي، مطار الأمير محمد بن عبد العزيز الدولي، مطار دوموديدوفو الدولي، مطار ملتان الدولي، مطار تشاتراباتي شيفاجي الدولي، مطار مسقط الدولي، مطار د. باباساحب أمبدكار الدولي، مطار جومو كينياتا الدولي، مطار النجف الدولي، Osh، مطار باجا خان الدولي، مطار كويته الدولي، مطار الملك خالد الدولي، مطار صلالة، مطار كوروموخ الدولي، مطار شيراز الدولي، مطار سيالكوت الدولي، مطار سوهاج الدولي، مطار صحار الدولي، مطار الأمير سلطان بن عبد العزيز الإقليمي، مطار الطائف الدولي، مطار طشقند الدولي، مطار تبليسي الدولي، مطار الإمام الخميني الدولي، مطار تريفاندروم الدولي، مطار طرابزون الدولي، Ufa، مطار فيينا الدولي (تستأنف 20 ديسمبر 2024)، مطار وارسو فريدريك شوبان (تبدأ في 20 ديسمبر 2024)، مطار كولتسوفو الدولي، مطار يريفان الدولي موسمي: مطار كراكوف، مطار نمنكان ‏، Phuket، مطار سراييفو الدولي |
| إيربلو                            | مطار إسلام آباد الدولي، مطار علامه إقبال الدولي، مطار ملتان الدولي |
| طيران الهند إكسبريس               | Amritsar، مطار أنديرا غاندي الدولي، Indore، Kannur، مطار كوتشين، مطار كاليكوت الدولي، مطار تشاتراباتي شيفاجي الدولي، مطار سورت ‏، مطار تريفاندروم الدولي، مطار تيروتشيرابالي الدولي، مطار لال بهادور شاستري الدولي، مطار فيجاياوادا ‏ |
| إير بيس                           | مطار مورتالا محمد الدولي |
| الأناضول جت                       | مطار صبيحة كوكجن الدولي |
| خطوط بيمان بنغلاديش الجوية        | مطار شاه أمانات الدولي، مطار شاه جلال الدولي، مطار عثماني الدولي |
| أجنحة الشام للطيران               | مطار حلب الدولي، مطار دمشق الدولي، مطار باسل الأسد الدولي |
| مصر للطيران                       | مطار القاهرة الدولي |
| FitsAir                           | موسمي عارض: مطار فيلانا الدولي، مطار يريفان الدولي |
| فلاي جناح                         | مطار إسلام آباد الدولي، مطار علامه إقبال الدولي |
| طيران ناس                         | مطار الملك عبد العزيز الدولي، مطار الأمير محمد بن عبد العزيز الدولي، قريبا مطار الملك خالد الدولي |
| خطوط إنديقو                       | مطار راجيف غاندي الدولي، مطار تشودري تشاران سينغ، مطار تريفاندروم الدولي، مطار تشاتراباتي شيفاجي الدولي |
| الخطوط الجوية العراقية            | مطار بغداد الدولي |
| الأردنية للطيران                  | مطار الملكة علياء الدولي |
| كام إير                           | مطار كابل الدولي |
| Nordwind Airlines                 | مطار شيريميتييفو الدولي |
| الخطوط الجوية الدولية الباكستانية | مطار ملتان الدولي، مطار باجا خان الدولي، مطار سيالكوت الدولي |
| خطوط بيغاسوس                      | مطار صبيحة كوكجن الدولي |
| الخطوط الجوية القطرية             | مطار حمد الدولي |
| روسيه (خطوط جوية)                 | موسمي عارض: مطار كولتسوفو الدولي |
| سيرين للطيران                     | مطار إسلام آباد الدولي، مطار علامه إقبال الدولي، مطار باجا خان الدولي |
| السورية للطيران                   | مطار دمشق الدولي، مطار باسل الأسد الدولي |
| الخطوط الجوية التركية             | مطار إسطنبول الدولي |
| يو إس بنغلا للطيران               | مطار شاه جلال الدولي |
| الخطوط الجوية الأوزبكية           | مطار طشقند الدولي |
| قريبا الخطوط السعودية             | مطار الملك عبد العزيز الدولي |
| قريبا طيران أديل                  | مطار الملك خالد الدولي |

### الشحن
| شركـات طيـران                  | الوجهات |
| ------------------------------ | --- |
| Aerotranscargo                 | مطار الملك فهد الدولي، مطار هونغ كونغ الدولي، مطار الملك عبد العزيز الدولي، مطار ميونخ الدولي، مطار الملك خالد الدولي     |
| Astral Aviation                | مطار أنديرا غاندي الدولي، Eldoret، مطار هونغ كونغ الدولي، مطار تشاتراباتي شيفاجي الدولي، مطار جومو كينياتا الدولي         |
| دي إتش إل للطيران[بحاجة لمصدر] | مطار سخيبول أمستردام، مطار البحرين الدولي، Cincinnati، مطار هونغ كونغ الدولي، مطار مورتالا محمد الدولي، مطار لايبزيغ هاله |
| مصر للطيران للشحن              | مطار القاهرة الدولي |
| الخطوط الجوية الإثيوبية        | مطار أديس أبابا بولي الدولي                                                                                               |
| إكسبراس إير كارغو              | مطار كيمبيغودا الدولي، مطار هونغ كونغ الدولي، مطار تونس قرطاج الدولي                                                      |
| خطوط إنديقو                    | مطار أنديرا غاندي الدولي، مطار تشاتراباتي شيفاجي الدولي                                                                   |
| Singapore Airlines Cargo       | مطار سخيبول أمستردام، مطار بروكسل الدولي، مطار لندن هيثرو، مطار شانغي سنغافورة                                            |
| خطوط يو بي إس الجوية           | مطار كولونيا بون الدولي، مطار هونغ كونغ الدولي، مطار إنتشون الدولي، مطار شينزين باوان الدولي                              |

## الإحصائيات
إرتفع عدد المسافرين بالمطار بشكل ملحوظ في السنوات الأخيرة، كما يوضح الجدول التالي:
| السنة | مجموع المسافرين | مجموع البضائع | عدد الرحلات |
| ----- | --------------- | ------------- | ----------- |
| 1999  | 1,001,852       | 580,550       | 27,577      |
| 2000  | 948,207         | 475,122       | 25,997      |
| 2001  | 861,478         | 415,587       | 24,431      |
| 2002  | 1,028,624       | 497,010       | 24,803      |
| 2003  | 1,247,458       | 507,644       | 28,017      |
| 2004  | 1,661,941       | 500,927       | 32,334      |
| 2005  | 2,237,646       | 505,392       | 38,699      |
| 2006  | 3,064,396       | 569,511       | 44,182      |
| 2007  | 4,324,313       | 570,363       | 51,314      |
| 2008  | 5,280,445       | 586,677       | 60,813      |
| 2009  | 5,764,098       | 501,824       | 61,451      |
| 2011  | 6,600,000       | 417,116       | 63,737      |
| 2012  | 7,516,538       | 475,116       | 65,975      |
| 2013  | 8,505,268       | 493,402       | 66,247      |
| 2014  | 9,516,600       | 528,250       | 70,559      |
| 2015  | 11,993,887      | 586,195       | 98,786      |
| 2023  | 15,356,212      |               | 98,433      |
| 2024  | 17,101,725      |               | 107,760     |

كشفت هيئة مطار الشارقة الدولي أن إجمالي عدد المسافرين الذين استقبلهم مطار الشارقة على مدار العام الماضي بلغ 17,101,725 مسافرًا مقارنة بإجمالي 15,356,212 مسافرًا في 2023 وهو ما يمثل ارتفاعًا جديدًا في حركة المسافرين بلغت نسبته 11.4% في حين ارتفع إجمالي رحلات الطيران إلى 107,760 رحلة مقارنة بعدد 98,433 رحلة في 2023 وبما يعادل نسبة نمو في حركة الطيران تبلغ 9.5.%.
وحققت مناولة البضائع وعمليات الشحن الجوي والبحري ارتفاعًا قياسيًا بنسبة 38.6% حيث بلغ 195,909 طنًا مقارنة بإجمالي 141,358 طنًا في 2023 بينما تعامل المطار مع 14,035 طنًا ضمن عمليات الشحن الجوي البحري.

## إنجازات
- في عام 2025 سجل مطار الشارقة إنجازاً بتجديد اعتماده كمطار محايد "كربونياً" وفق المستوى 3+ (Neutrality)، ضمن برنامج اعتماد الكربون للمطارات المطبق من مجلس المطارات الدولي (ACI) ليتفرد بكونه المطار الوحيد في دول مجلس التعاون الخليجي الذي يحقق هذا الإنجاز لأربع أعوام متتالية[53]
- فاز مطار الشارقة في ختام العام 2021، بجائزة أفضل مطار في تقديم خدمة مميزة للمتعاملين في الشرق الأوسط، ضمن فئة المطارات التي تتراوح طاقتها الاستيعابية بين 5 إلى 15 مليون مسافر سنوياً. [54]
- حصل مطار الشارقة في عام 2021على الاعتراف الدولي لجائزة “صوت المتعامل”، وذلك بهدف تعزيز التواصل مع المسافرين لتقديم مختلف التسهيلات التي تتوافق مع أعلى المعايير للارتقاء بالخدمات المقدمة.[54]

## الحوادث
- في 15 ديسمبر 1997 تحطمت طائرة تابعة لـ«الخطوط الجوية الطاجكستانية» من طراز توبوليف تو 154، اثناء استعدادها للهبوط في مطار الشارقة لاحظ الطاقم وجود مطبات هوائية خلال مرحلة النزول التدريجي، لكن لم يلاحظ الطاقم بطيرانهم على ارتفاع منخفض جدا لتتحطم الطائرة على بعد 13 كليومتر شرقي المطار، من بين الركاب ال79 نجت امرأة لتموت لاحقا في المستشفى، إلا من افراد الطاقم ال7 نجا مهندس الرحلة «سيرغي بيتروف» الناجي الوحيد.
- في 10 فبراير 2004 تحطمت طائرة تابعة لـ«طيران كيش» من نوع فوكر أف 50 أثناء هبوطها في مطار الشارقة وذلك بالقرب من منطقة سكنية، وقد قتل في الحادثة 43 شخص من 46 كانوا على متن الطائرة.
- في 21 أكتوبر 2009 تحطمت طائرة شحن سودانية تابعة لشركة «عزة للنقليات» من طراز بوينغ 707 بعد إقلاعها بدقيقتين من مطار الشارقة وتوفي جميع أفراد طاقمها الستة.

## معرض الصور

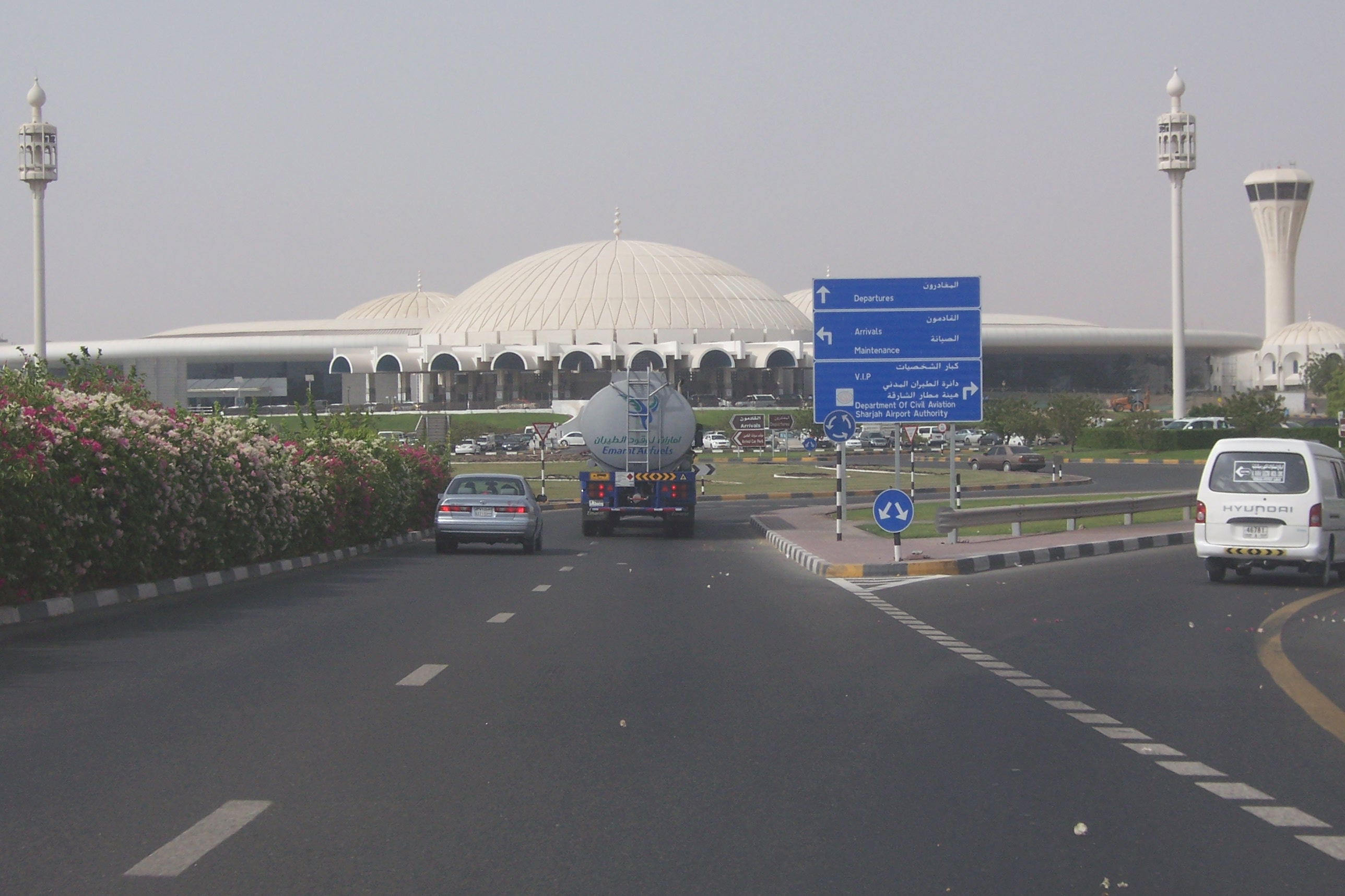
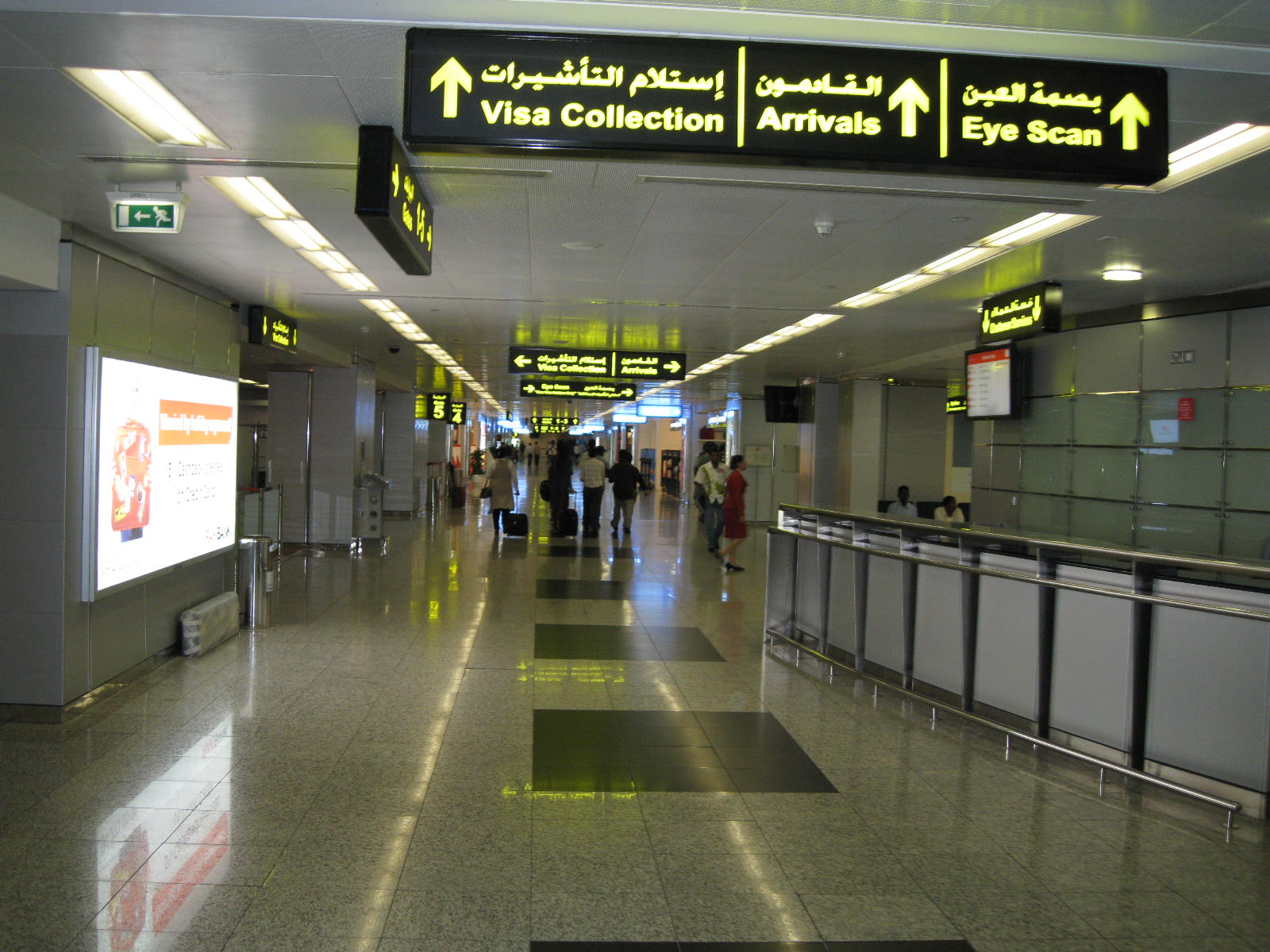
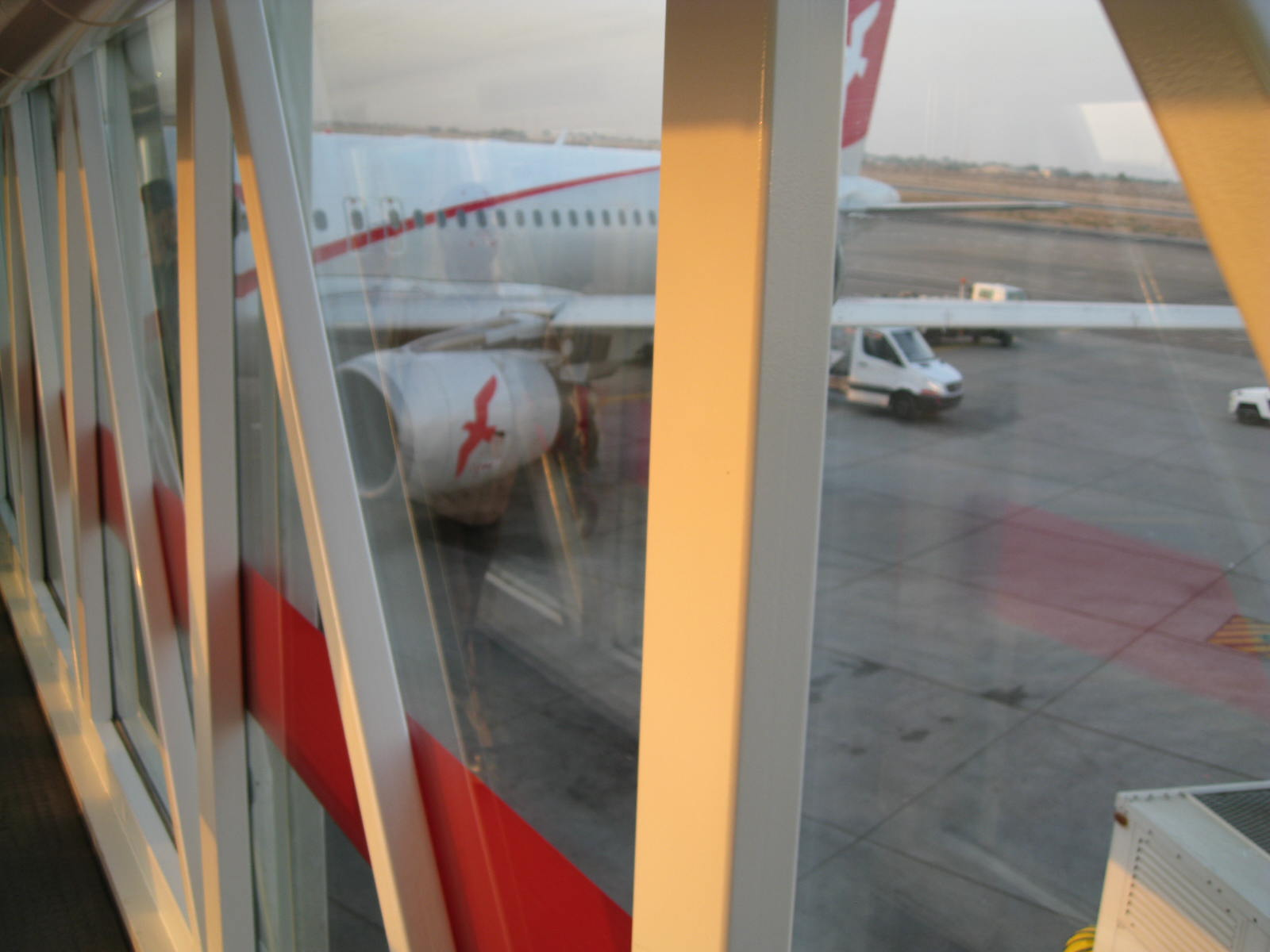
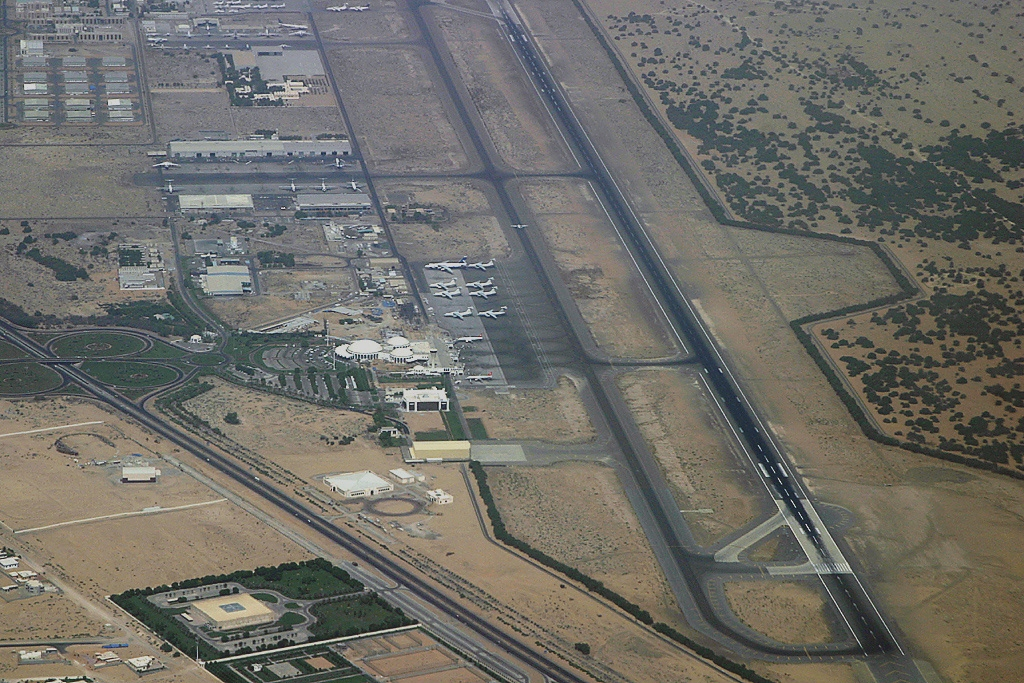